# مهووس بالسيطرة

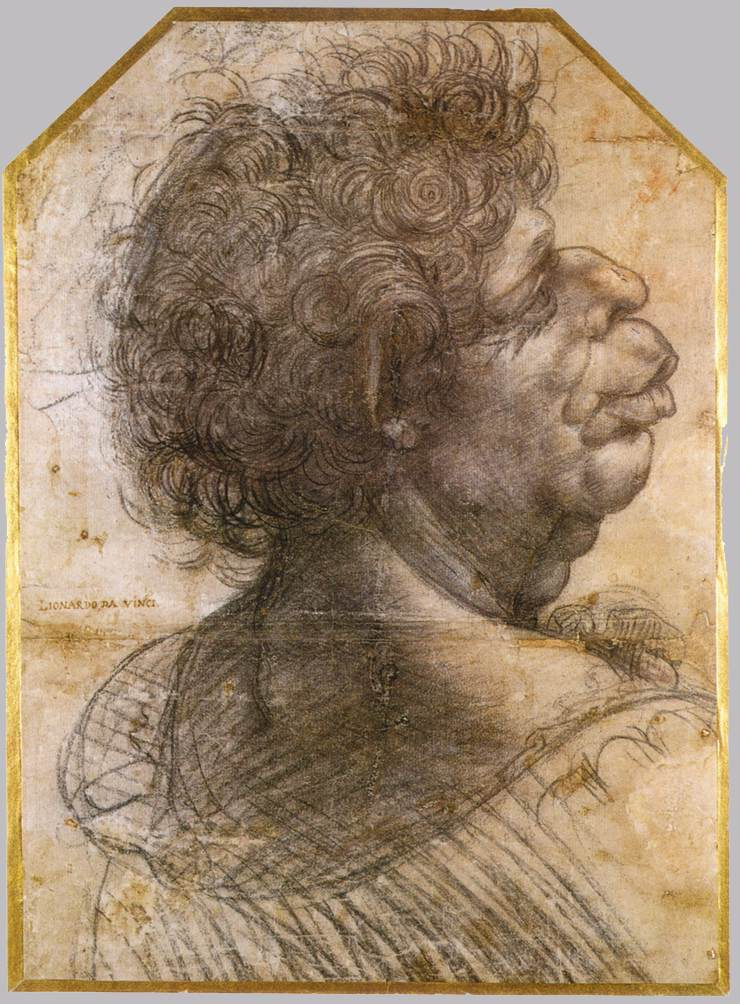

المهووس بالسيطرة (بالإنجليزية: Control freak)‏ مصطلح عامي في علم النفس يصف الشخص الذي يحاول أن يملي (يعطي تعليمات) لكيفة إتمام كل شيء من حوله. وقد استخدم المصطلح الإنكليزي control freak لأول مرة في عقد 1970، عندما تم التشديد على مبدأ «فعل الشيء كما لو كان خاص به» والسماح للآخرين بفعل الشيء نفسه.

## قابلية الضعف
غالبا ما يتصف المهووس بالسيطرة بالكمالية في محاولة للدفاع عن نفسه ضد الشعور بالتعرضية الداخلية تجاه اعتقاده بأنه إذا لم يكن لديه السيطرة الكاملة علي شيء شي فإنه سيكون عرضة لخطورة كشف نفسه مرة أخرى إلى يأس الطفولة. ولذا فإن هذا الشخص يتلاعب ويضغط علي الآخرين ليغيروا أنفسهم في محاولة منه لتجنب الحاجة إلى تغيير نفسه هو، واستخدام السلطة على الآخرين كمحاولة للهروب من الفراغ الداخلي. وعندما يتم كسر نمط مهووس بالسيطرة، فإنه ذلك يتركه لشعور رهيب بالعجز، ولكن الشعور بالألم والخوف يمكنه من العودة إلي نفسه من جديد.
هناك قدر مشترك من التشابه بين مهووس السيطرة والمصاب بالاعتمادية، بمعنى أن المصاب بالاعتمادية يخاف من الجهر وهذا يؤدي إلى محاولات منه للسيطرة على الأشخاص الذي يعتمد عليهم. ويكمن العلاج بالنسبة لهم في الاعتراف بأن مهووس السيطرة يساعد بصورة عكسية علي الحفاظ على التعلق العاطفي المرضي بنفسه.
وفي إطار نظرية نوع الشخصية فإن مهووس السيطرة هو غالبا ما يكون شخصية من النوع أ، مدفوعا بالحاجة إلى الهيمنة والتحكم.[بحاجة لمصدر]

## في الإدارة
في عالم الشركات، يميل المهووس بالسيطرة إلى توجيه اللوم علنا لمن هم أقل شأنا، وخاصة أثناء الاجتماعات. وبصورة أكثر إيجابية، فإن المصطلح يمكن أن يشير أيضا إلى شخص لديه عدد محدود من الأشياء التي يريد القيام بها بطريقة معينة. وقد كتب أستاذ علم النفس السريري ليس باروت (Les Parrott) أن «مهووس السيطرة هو الشخص الذي يهتم أكثر من اهتمامك حول شيء ما، ولن يتوقف عند الانتهازية للحصول علي ما يريد». قد يكون هناك فاصل دقيق بين المدير المهتم بالتفاصيل والذي يحب أن تنجز الأمور «بشكل سليم»، وبين المدير (المدمر) المهووس بالسيطرة، والذي عادة ما يكون سبب في الإدارة التفصيلية.
في بعض الحالات، يري المهووس بالسيطرة أن تدخله المستمر هو أمر مفيد أو حتى ضروري. ويمكن أن يكون سبب ذلك مشاعر الانفصال أو المفارقة عن أحد أفراد أسرته. أو الاعتقاد أن الآخرين غير قادرين على معالجة الامور بشكل صحيح، أو الخوف من أن الأمور سوف تسوء إذا لم يحضر هو كل التفاصيل. وفي حالات أخرى، فإن مهووس السيطرة ببساطة يتمتع بالشعور بالقوة والتي تسبب في أن يحاول تلقائيا السيطرة على كل شيء، وعلي الجميع من حوله.

## في التاريخ

### آرثر ويلزلي ضد نابليون
كان آرثر ويلزلي كقائد عسكري ومدير تفصيلي بلا شك، واثق في مرؤوسيه بأقل قدر ممكن، كما أنه أظهر العديد من صفات مهووسي السيطرة اليوم. وقد كتب في عام 1811 مشيرا إلى أن «أجد نفسي مضطرا إلى أن أكون في كل مكان، وإذا تغيبت عن أي عملية، يحدث خطأ ما... النجاح يمكن أن يتحقق فقط من خلال الانتباه إلى أدق التفاصيل».
على النقيض من ذلك نابليون، فقد أعطي جنوده حرية تكتيكية أكثر من ذلك بكثير. وفي اجتماع حاسم لكلا الجنرالين في معركة واترلو - حيث قوبل بشدة الإشراف الدقيق لآرثر، بالتفويض الفعال للإدارة التنفيذية من قبل نابليون لميشال نيي - وعلى الأقل كان يمكن القول بأن هوس سيطرة آرثر لعب دورا حاسما في انتصار الحلفاء، مبررا ادعائه في اليوم التالي بـ «أنا لا أعتقد أن الأمر كان سوف ينجح لو لم أكن هناك».

### الملكة فيكتوريا
ناقشت سلسلة من ثلاثة برامج وثائقية على BBC2 في المملكة المتحدة في يناير 2013 سميت أطفال الملكة فيكتوريا أن الملكة فيكتوريا كانت مهووسة بالسيطرة المرضية التي كتبها من خلال سيطرتها على رفاهية جميع أبنائها.

### ستيف جوبز والنظم المغلقة
كان ستيف جوبز ساعيا للكمالية والذي فضل نظام مغلق من السيطرة على جميع جوانب المنتج من البداية إلى النهاية -ما أسماه النهج المتكامل فوق النهج المجزأ. وستيف وزنياك معاونه علي المدي الطويل والناقد له أحيانا قال أن «أبل تجلبك لروضة للأطفال، وتبقيك هناك». وكان انتصار جهاز كمبيوتر ويندوز على ماك ضربة لهذه الفلسفة، وهو الوضع تم عكسه بعد ذلك عن طريق النجاحات التي حققتها أجهزة أي بود، أي فون، أي باد.

## اقرأ أيضا
- E.A. Deuble & A. Bradley, It Has A Name!: How To Keep Control Freaks & Other Unhealthy Narcissists From Ruining Your Life (2010)
- Mary L. Berg, The Joy of Being a Control Freak (2011)